# Drassodes dispulsoides
Drassodes dispulsoides är en spindelart som beskrevs av Schenkel 1963. Drassodes dispulsoides ingår i släktet Drassodes och familjen plattbuksspindlar. Inga underarter finns listade i Catalogue of Life.